# Phil Bennion
Phillip Bennion, detto Phill (Tamworth, 7 ottobre 1954), è un politico britannico dei Liberal-Democratici.

## Biografia
Nel 1986 ha conseguito un dottorato in scienze agrarie presso l'Università di Newcastle upon Tyne. Poi, nel 1994, ha completato gli studi post laurea in storia ed economia a Birmingham. Dal 1985 gestisce un'azienda agricola a conduzione familiare con una superficie di circa 100 ettari. È stato coinvolto nelle attività di un'organizzazione agricola - la National Farmers Union (NFU). Ha anche ricoperto posizioni manageriali nelle associazioni locali della campagna dello Staffordshire.
Phil Bennion si è poi impegnato in politica con i Liberal-Democratici. Dal 1999 al 2011 è stato consigliere a Lichfield. Ha corso per la Camera dei comuni senza successo (1997, 2001, 2005 e 2010). Alle elezioni del 2009 si è candidato per la terza volta al Parlamento europeo (precedentemente nel 1999 e nel 2004). Ha assunto la carica di europarlamentare il 6 febbraio 2012 dopo le dimissioni di Liz Lynne. È entrato a far parte del Gruppo dell'Alleanza dei Democratici e dei Liberali per l'Europa: è stato membro del Parlamento europeo fino al 2014.
Dopo un intervallo di cinque anni è poi stato rieletto deputato europeo nel maggio 2019, restando in carica fino al gennaio 2020, quando decade assieme a tutti gli altri eurodeputati britannici in seguito alla Brexit.